# SM UB-7
SM UB-7 – niemiecki okręt podwodny typu UB I zbudowany w stoczni Friedrich Krupp Germaniawerft w Kilonii w latach 1914-1915. Wodowany w kwietniu 1915 roku, wszedł do służby w Cesarskiej Marynarce Wojennej 6 maja 1915 roku. Pierwszym dowódcą został Wilhelm Werner. 6 maja 1915 roku okręt został przydzielony do Flotylli Pola (Deutsche U-Halbflotille Pola). UB-7 w czasie 15 patroli zatopił 4 statki nieprzyjaciela o łącznej wyporności 6 283 BRT. W czerwcu 1915 roku okręt został przeniesiony do Flotylli Konstantynopol (Constantinople Flotilla) i przedostał się na Morze Czarne.
Pierwszą zatopioną jednostką był brytyjski parowiec „Patagonia”, zbudowany w 1913 roku, o wyporności 6011 BRT. Okręt został storpedowany i zatopiony 15 września 1915 roku około 10 mil na północny wschód od Odessy. 
W kwietniu 1916 roku UB-7 zatopił dwa niewielkie rosyjskie statki żaglowe „Sal’dagan” i „Gryoza”.
12 kwietnia 1916 roku nowym kapitanem UB-7 został mianowany Hans Lütjohann. Pod jego dowództwem, 31 sierpnia, UB-7 zatopił niezidentyfikowany rosyjski żaglowiec.
27 września 1916 roku UB-7 wyruszył z Warny na patrol w okolicach Sewastopola i zaginął.